# Ladyville
Ladyville är en ort i Belize.   Den ligger i distriktet Belize, i den nordöstra delen av landet, 60 km nordost om huvudstaden Belmopan. Ladyville ligger 3 meter över havet och antalet invånare är 5 458.
Terrängen runt Ladyville är mycket platt. Havet är nära Ladyville åt nordost. Närmaste större samhälle är Belize City, 11,5 km sydost om Ladyville. 